# Museo d'Arte e Scienza
Le Museo d’Arte e Scienza est le nom actualisé du « Musée milanais pour la certification de l’authenticité dans l’art » de la ville de Milan.

## Vocation
Fondé en 1990 par Gottfried Matthaes (it) en tant que « Musée didactique pour la reconnaissance de l’authenticité dans l’art et les antiquités », le musée est une institution qui comprend des laboratoires d'expertise permettant de lutter contre les falsifications et les imitations, en intervenant également au cours de procédures judiciaires concernant le marché de l'art.
Ses parcours thématiques de 18 salles retracent l'histoire de l'art entre œuvres authentiques, copies et faux quels que soient les matériaux de constitution utilisés (ivoire, métaux, verre, porcelaine…) à travers plus de 2 000 objets issus du legs de la Fondation Kurau-Matthaes.

## Parcours
- Salles 1 et 2 : Léonard de Vinci, Citoyen de Milan
- Salle 3 : Laboratoire scientifique
- Salle 7 : Meubles
- Salle 7a : Tapis et tapisseries
- Salle 8 : Céramiques antiques
- Salle 9 : Peintures, Icônes, Livres, Estampes, Ivoire, Pierres, Porcelaines, Verre, Poupées, Pipes, Cannes, Horloges, Étoffes
- Salle 10 : Argent et Bronze
- Salle 11 et 12 : Le Traité de la peinture de Léonard illustré
- Salle 13 : Art bouddhiste et Expositions spécialisées
- Salles 14-18 : Art africain